# Infantas (La Coruña)
Infantas (en gallego y oficialmente, As Infantas) es una aldea de la parroquia española de Noicela, situado en el municipio de Carballo, provincia de La Coruña, comunidad autónoma de Galicia. Se encuentra en la parte nororiental de la comarca de Bergantiños.

## Historia
La aldea es mencionada por Pascual Madoz por Infantas.

## Evolución de la población
| Gráfica de evolución demográfica de Infantas entre 2010 y 2020 |
|                                                                |
| Datos según el nomenclátor publicado por el INE.               |